# Улица Софьи Ковалевской (Москва)
Улица Со́фьи Ковале́вской (название утверждено 23 января 1964 года) — улица в Северном административном округе города Москвы на территории Дмитровского района.
Расположена между Бескудниковским и Карельским бульварами.

## Происхождение названия

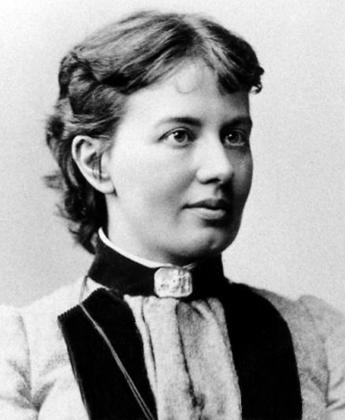
С. В. Ковалевская

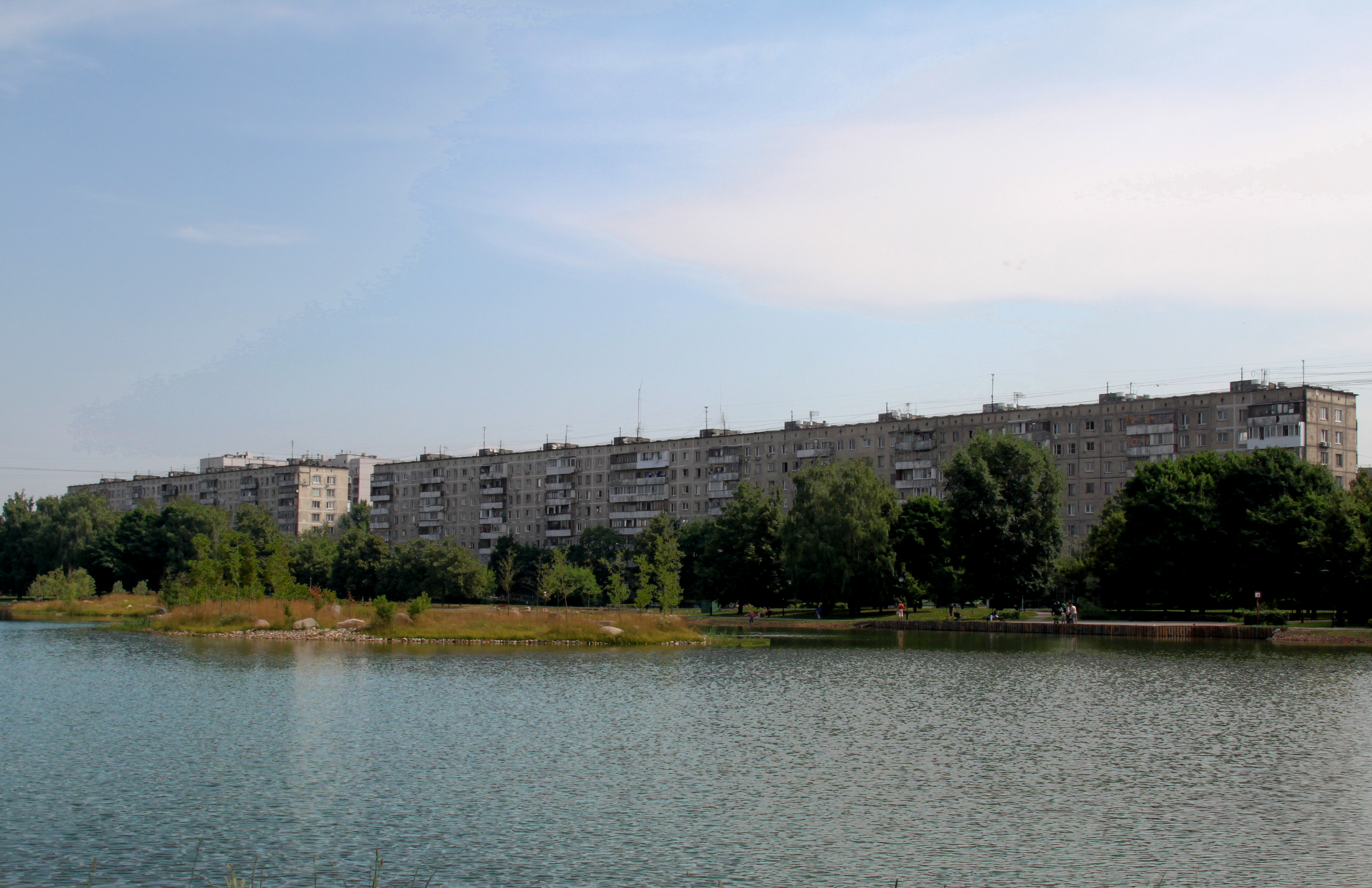
Вид на улицу от Ангарских прудов

Названа в 1964 году в память о С. В. Ковалевской (1850—1891) — выдающемся математике, первой женщине-профессоре и члене-корреспонденте Петербургской академии наук. Широкую известность получили труды Ковалевской по математическому анализу, механике, астрономии.
Мемориальная доска не сохранилась.

## Достопримечательности
Ангарские пруды и парковая зона, расположившиеся вдоль улицы, привлекают сюда ежедневно сотни жителей района. На первых этажах домов, идущих вдоль улицы, расположены детская библиотека, магазины продовольственных и бытовых товаров, ветеринарная клиника, коммерческий медицинский центр и т.д.

## Общественный транспорт

### Автобусы
- № м40 — Лобненская улица —  Китай-город
- № 92 — Платформа Моссельмаш — 6-й микрорайон Бибирева
- № 206 — Лобненская улица —  Селигерская
- № 284 —  Речной вокзал —  Бибирево
- № 774 — Лобненская улица — платформа Лось
- № 928 — Платформа Грачёвская — Станция Лосиноостровская

### Маршрутные такси
- Без номера — «Ашан-Алтуфьево» — Платформа Грачёвская